# Маври Таласса
Маври Таласса (греч. Μαυρή Θάλασσα), полное название Центр исследования и развития греческой культуры стран Причерноморья (греч. Κέντρο Μελέτης και Ανάπτυξης του Ελληνικού Πολιτισμού της Μαύρης Θάλασσας) — организация в Греции, созданная в январе 1996 года в Салониках с целью координации целевых программ исследования и развития эллинизма в странах Причерноморья, в частности и культуры греков Приазовья, а также образовательных программ и программ гостеприимства.

## История
Деятельность центра «Маври Таласса» (с греческого переводится буквально как Черное море) базировалась на соглашении между номом Салоник и несколькими министерствами: иностранных дел, внутренних дел, образования, культуры и министерством Македонии и Фракии. Первым руководителем центром стала Хриса Арапоглу, член ЦК партии ПАСОК.
Впоследствии центр возглавила Мария Турта, которая смогла получить поддержку тогдашнего министра культуры Эвангелоса Венизелоса.
После прихода к власти партии «Новая демократия» во главе нома Салоник стал Панайотис Псомиадис, который поддержал проект партии ПАСОК и всесторонне способствовал деятельности Центра. В это время его руководителем назначен Костас Адамидис. Вместе все эти годы воплощением программ и контролем их выполнения заботились фактически несколько человек: Фрасос Эвтихидис, Яннис Зелилов, Сократис Ангелидис, Яннис Карипидис.

### На грани закрытия
В 1996 заключили соглашение на 10 лет. В 2008 году соглашение заключили во второй раз сроком на 8 лет, до 2016 года. Однако в 2009 году оказалось, что новое соглашение не прошло все контрольные инстанции.
В 2010 году Центр посетила заместитель министра иностранных дел Теодора Тзакри, которая заверила его сотрудников в том, Центр сохранят. Однако новое соглашение так и не заключили, а финансирование деятельности прекратилось еще в 2009 году. Тогда поддержку Центру предоставил ном Салоник во главе с Панайотисом Псомиадисом. Однако 1 января 2011 года вступило в силу новое административное деление Греции согласно Программе «Калликратис», по ней номы в Греции были отменены.
16 февраля 2011 года известие о закрытии Центра всколыхнуло всю греческую диаспору. Греческие федерации и общества стран Причерноморья направили тысячи писем в адрес министра иностранных дел Георгиоса Папаконстантину и заместителя по делам греков зарубежья Димитриса Доллиса и лично премьер-министру Греции Георгиос Папандреу в знак протеста против закрытия Центра.

## Деятельность центра
За годы деятельности Центра удавалось реализовывать каждый ряд мероприятий:
- в Приазовье — фестивали «Мега-Йорты» и греческой песни имени Тамары Кацы;
- ежегодные программы гостеприимства для детей — отдых в летнем лагере на полуострове Халкидики и знакомство с Патридой через экскурсии (город Салоники, монастыри Метеоры, паромная экскурсия вдоль монастырей Святой горы Афон);
- программы поддержки пожилых людей, организация им оперативной медицинской помощи;
- оборудование медицинского центра «Гиппократ» в Мариуполе;
- открытие и полное оснащение 13 пилотных греческих школ;
- открытие центров греческой культуры при университетах в Москве и Мариуполе;
- ежегодная программа паломничества к древнему православному монастырю Панагия Сумела в Трабзоне.